# Rino Gaetano
Salvatore Antonio "Rino" Gaetano (Crotone, 1950. október 29. – Róma, 1981. június 2.) olasz énekes, dalszövegíró. Szatirikus hangvételűek voltak dalai, amelyekben gyakori volt a politikai kommentár és a társadalomkritika. Rekedtes hangjával vált ismertté. Dalait gyakran hallani tüntetéseken. 30 évesen, autóbalesetben vesztette életét. A mai napig elismert és ismert énekes a fiatalabb generációk körében is.

## Élete
1950-ben született Crotonében, Calabria régióban. Tíz éves volt, amikor családjával Rómába költözött és ott is élte élete további éveit. 1961-ben küldték el szülei Narniba ahol a Piccola Opera del Sacro Cuore szeminárium, ahol érdeklődni kezdett a költészet iránt. 1967-ben iskolai tanulmányai befejezése után visszatért Rómába, ahol barátaival kvartettet alapítva dolgoztak fel dalokat. Olyan művészek hatottak zenéjére mint Enzo Jannacci, Fabrizio De André, Adriano Celentano, I Gufi, Gian Pieretti és Ricky Gianco valamint Bob Dylan és a Beatles.
1969-ban a híres római klubban a Folkstudióban lépett fel, ahova sok fiatal művész járt. Az 1970-es évek elején a zenélés mellett kabarékban és előadóesteken is részt vett: Godot-ra várvában Estragont alakította, Pinokkióban a Rókát játszotta valamint Majakovszkij verseket szavalt. Gaetano színészként is megállta a helyét, amit színpadi és írói készségének is köszönhetett. Hatással volt rá a német kabaré, amelyből a politikai szatíra is kifejlődött. Előadásai alatt társadalmi témákat és politikai kommentárokat használt, amelyek később dalaiban is visszaköszöntek.

### Első sikerei
1974-ben adta ki első lemezét, Ingresso libero (Szabad bejárás) címen. A lemezen a dalok olyanntémákat dolgoztak fel, mint a kiközösítés, eljelentéktelenedés  és a kivülállóság érzés. A lemez dalait játszották hamarosan a rádiók, majd az RCA lemezkiadó felkereste őt és hamarosan Nicola de Bari énekesnek szerzett három dalt, amik a Prova a chiamarmi amore (Hívj csak szerelmednek!), Questo amore così grande (Ez a szerelem oly nagyszerű) és Ad esempio a me piace... il Sud (Nekem például tetszik...Dél) című dalok voltak. A dalok spanyol változatai ismertek lettek Latin-Amerikában.
Rino első átütő sikere 1975-ben jött el amikor a Ma il cielo é sempre piú blu (De az ég egyre kékebb) dala felkerült a slágerlisták élére. A dal a mindennapi élet ellentmondásait, közhelyeit és a szegénységkben élők nehézségeit eleveníti fel. 1976-ban adta ki Mio fratello è figlio unico (A testvérem egyke gyerek) című lemezét, amelynek drámaibb hangvétele volt: a magányosság, elidegenülés voltak a főmondanivalói a lemeznek. Rino a lemezen már új hangszereléssel kísérletezett: szitárt, bendzsót és mandolint is használt a lemezfelvétel során.
1977-ben megjelent harmadik lemeze Aida néven, amelyet Giuseppe Verdi operájából vett. Aidával Olaszországot és a nőket személyesítette meg. Rino népszerűsége egyre nagyobb lett, végül a Rai 1 vasárnapi műsorfolyamában a Domenica In-ben lépett fel és az Aida valamint a Spendi spandi effendi dalokat adta elő.

### 1978-as Sanremoi fesztivál
A RCA kiadó 1978-ban nyomás alá helyezte Rinót hogy induljon a Sanremói fesztiválon. Az eredeti terv szerint a Nuntereggaepiú című dalt adta volna elő, ami a korban egyedülálló módon félig rap, félig pop dal lett volna. Mivel heves kritikákat fogalmazott meg am dal, az olasz közélet legismertebb embereiről, ezért a producerek úgy döntöttek hogy másik dallal kell fellépnie: A Gianna/Visto che mi vuoi lasciare című kislemezről a Gianna című dallal lépett fel. A fesztiválon az énekes frakkban, cilinderben, kitűzőkkel lépett fel és a dalt ukulelével kísérte.  A zenekar csak a dal felétől kezdett játszani és a háttérvokálok a dal végén jelentek meg a színpadon. Rino harmadik helyen végzett a fesztiválon.

### Nuntereggeapiú és a viták
A Nuntereggeapiú (Nem bírlak már tovább) című dala ismert lett, amelyben a korabeli pártokat (DC,PSI,PCI, PLI, PRI) és közéleti személyiségeket – Umberto Agnelli, Susana Agnelli, szenátorok ; Gianni Brera, sportújságíró; Maurizio Costanzo, Raffaella Carrá, televíziós személyiségek; Francesco Guccini, énekes-dalszövegíró – illete heves kritikával. Az eredeti változatban még Aldo Morót is megemlítette volna, de az elrablása és megölése után kivették a nevét a dalból.
1978 nyarán számos turnén vett részt, augusztusban Agrigentóban lépett fel, ahol a RAI Discomare '78 műsorában lépett volna fel. A dalt azonban nem engedte a televízió előadni a műsorban, de az énekes a cenzúra elleni tiltakozásul előadta az élő műsorban. Szeptemberben a Festivalbar döntőjében a veronai arénában lépett fel a dallal.

### Utolsó lemezei
1979-ben jelent meg ötödik stúdió lemeze Resta vile maschio, dove vai? címen, az album dalaival fellépett a Festivalbaron és októberben Rietiben a Discoestate című Rai televíziós műsor keretében. A műsorban alkalmazott playback elleni tiltakozásul a dala alatt tátogás helyett az élő műsorban cigarettázott.
1980-ban jelent meg utolsó lemeze E ci sto io (És még mindig itt vagyok) címen, amelynek dalai komolyabb hangvételű és rock stílusú volt.

### Halála
1981. június 2-án hajnalban épp hazafele tartott Rómában a Volvójával amikor egy kereszteződésben frontálisan ütközött egy teherautóval. Amikor megérkezett a segítség Gaetano már kómában volt, reggel 6-kor a kórházban belehalt sérüléseibe.

## Lemezek

### Studiólemezek
- Ingresso libero  (1974)
- Mio fratello è figlio unico  (1976)
- Aida (1977)
- Nuntereggae più  (1978)
- Resta vile maschio, dove vai?  (1979)
- E io ci sto  (1980)

### Kislemezek
- I Love You Maryanna/Jaqueline (1973)
- Tu, forse non-essenzialmente tu/E la vecchia salta con l'asta (1974)
- Ma il cielo è sempre più blu (1975)
- Mio fratello è figlio unico/Sfiorivano le viole (1976)
- Berta filava/Mio fratello è figlio unico (1976)
- Aida/Escluso il cane (1977)
- Aida/Spendi spandi effendi (1977)
- Gianna/Visto che mi vuoi lasciare (1978)
- Nuntereggae più/E cantava le canzoni (1978)
- Resta vile maschio, dove vai?/Ahi Maria (1979)
- E io ci sto/Metà Africa metà Europa| (1980)
- Solo con io (1980)
- Le beatitudini (1981)

### Válogatás lemezek
- Gianna e le altre... (1990)
- Aida '93  (1993)
- Superbest (1996)
- La storia (Rino Gaetano) (1998)
- 'Sotto i cieli di Rino (2003, 2005)
- Figlio unico (2007)
- The Essential Rino Gaetano (2008)
- Live & Rarities (2009)
- Nuntereggae più/E cantava le canzoni (2010)